# Solenoid

Sơ đồ một solenoid cho thấy cuộn dây dẫn điện và các đường sức từ được sinh ra khi có dòng đây chạy qua dây. Trong khi các đường sức từ bên ngoài rất thưa; bên trong ống các đường sức gần như song song và đều nhau.

Solenoid là một dụng cụ được tạo ra bởi một vòng dây dẫn điện quấn theo dạng hình trụ. Khi cho dòng điện chạy qua dây thì sẽ xuất hiện từ trường khá đều trong lòng ống. Cường độ từ trường sinh ra phụ thuộc vào cường độ dòng điện đi qua dây, số vòng dây trên một [[đơn vị đo chiều dài]] của ống dây và phụ thuộc vào kích thước của ống dây.

## Công thức
Một solenoid "dài vô hạn" (chiều dài ống lớn hơn rất nhiều so với đường kính của ống) được quấn bởi n vòng dây trên một mét mang dòng điện I ampe sẽ tạo ra từ trường đồng nhất ở bên trong lòng nó với cường độ:
B = 4 π 10-7.n.l tesla